# Hamish Bond
Hamish Byron Bond (Dunedin, 13 de fevereiro de 1986) é um remador e ciclista neozelandês.

## Carreira
Bond foi campeão olímpico em Londres 2012 e no Rio 2016 ao lado de Eric Murray na prova do dois sem do remo. Conquistou o ouro no oito com em Tóquio 2020, juntamente com Shaun Kirkham, Tom Mackintosh, Michael Brake, Matt MacDonald, Tom Murray, Phillip Wilson e Daniel Williamson.